# Супермама
Супермама — українське психологічне сімейне реаліті-шоу. Прем'єра відбулася 6 квітня 2020 року.

## Про проєкт
Щотижня чотири матері з різними підходами до виховання змагаються за звання «супермами». Протягом тижня вони відвідують оселі одна одної, дивляться на настрої в родини, на те, як конкурентка виховує своїх дітей, як вона реалізувалася, наскільки вона хазяйновита, а потім виставляють одна одній бали від 0 до 10 у категоріях: «хазяйновитість», «самореалізація» та «виховання дітей». В кінці програми, суперниці дивляться на оцінки, які їм поставили конкурентки, а ведучий програми Дмитро Карпачов віддає свої 10 балів, які він має, одній з учасниць, яку він вважає кращою, і яка в результаті стає супермамою. Переможниця проєкту в якості призу отримує браслет та подорож.
Протягом програми ведучий також коментує ситуації, які виникають між суперницями та в їхніх родинах, а також зустрічається окремо з кожної учасницею та дає їй поради, проаналізувавши ситуацію в її родині, також 1 вересня 2024 року запустився одноймений телеканал Супермама, який мовить виключно в OTT-платформах.

## 1 сезон

### 1 тиждень (1-4 випуск)
| Учасниця | Прізвисько    | Вік          | Бали за категоріями | Бали за категоріями | Бали за категоріями | Бали від Карпачова | Усього |
| Учасниця | Прізвисько    | Вік          | Виховання дітей     | Хазяйновитість      | Самореалізація      | Бали від Карпачова | Усього |
| -------- | ------------- | ------------ | ------------------- | ------------------- | ------------------- | ------------------ | ------ |
| Настя    | Барбі-мама    | приховує вік | 5                   | 18                  | 15                  | —                  | 38     |
| Еля      | Еко-мама      | 38 років     | 15                  | 12                  | 24                  | 10                 | 61     |
| Саша     | Мати-одиначка | 31 рік       | 11                  | 9                   | 8                   | —                  | 28     |
| Галя     | Сувора мама   | 31 рік       | 25                  | 13                  | 9                   | —                  | 47     |

### 2 тиждень (5-8 випуск)
| Учасниця | Прізвисько          | Вік      | Бали за категоріями | Бали за категоріями | Бали за категоріями | Бали від Карпачова | Усього |
| Учасниця | Прізвисько          | Вік      | Виховання дітей     | Хазяйновитість      | Самореалізація      | Бали від Карпачова | Усього |
| -------- | ------------------- | -------- | ------------------- | ------------------- | ------------------- | ------------------ | ------ |
| Ірен     | Мама-інтелектуалка  | 33 роки  | 22                  | 24                  | 19                  | —                  | 65     |
| Катя     | Мама-кар'єристка    | 27 років | 9                   | 21                  | 27                  | —                  | 57     |
| Оля      | Мама-домогосподарка | 26 років | 26                  | 26                  | 9                   | —                  | 61     |
| Женя     | Лінива мама         | 36 років | 20                  | 12                  | 27                  | 7                  | 66     |

### 3 тиждень (9-12 випуск)
| Учасниця  | Прізвисько            | Вік      | Бали за категоріями | Бали за категоріями | Бали за категоріями | Бали від Карпачова | Усього |
| Учасниця  | Прізвисько            | Вік      | Виховання дітей     | Хазайновитість      | Самореалізація      | Бали від Карпачова | Усього |
| --------- | --------------------- | -------- | ------------------- | ------------------- | ------------------- | ------------------ | ------ |
| Анна Діді | Мама-співачка         | 31 рік   | 6                   | 18                  | 12                  | —                  | 36     |
| Даша      | Королева бодіпозитиву | 32 роки  | 15                  | 7                   | 16                  | —                  | 38     |
| Саша      | Дружина «Холостяка»   | 28 років | 23                  | 20                  | 22                  | —                  | 65     |
| Яна       | Мама-подруга          | 31 рік   | 19                  | 14                  | 12                  | 6                  | 51     |

### 4 тиждень (13-16 випуск)
| Учасниця | Прізвисько      | Вік      | Бали за категоріями | Бали за категоріями | Бали за категоріями | Бали від Карпачова | Усього |
| Учасниця | Прізвисько      | Вік      | Виховання дітей     | Хазайновитість      | Самореалізація      | Бали від Карпачова | Усього |
| -------- | --------------- | -------- | ------------------- | ------------------- | ------------------- | ------------------ | ------ |
| Катя     | Мама-скрипалька | 36 років | 8                   | 12                  | 13                  | —                  | 33     |
| Оля      | Мама на релаксі | 34 роки  | 17                  | 17                  | 17                  | 10                 | 61     |
| Марина   | Мама-фітоняшка  | 29 років | 14                  | 10                  | 14                  | —                  | 38     |
| Аня      | Мама трійнят    | 28 років | 24                  | 16                  | 19                  | —                  | 62     |

### 5 тиждень (17-20 випуск)
| Учасниця | Прізвисько         | Вік      | Бали за категоріями | Бали за категоріями | Бали за категоріями | Бали від Карпачова | Усього |
| Учасниця | Прізвисько         | Вік      | Виховання дітей     | Хазайновитість      | Самореалізація      | Бали від Карпачова | Усього |
| -------- | ------------------ | -------- | ------------------- | ------------------- | ------------------- | ------------------ | ------ |
| Альона   | Мама хулігана      | 31 рік   | 12                  | 9                   | 11                  | —                  | 32     |
| Анжеліка | Творча мама        | 36 років | 26                  | 23                  | 20                  | —                  | 69     |
| Наталі   | Мама-діджейка      | 45 років | 25                  | 26                  | 30                  | 10                 | 91     |
| Тетяна   | Заслужена артистка | 43 роки  | 21                  | 26                  | 28                  | —                  | 75     |

### 6 тиждень (21-24 випуск)
| Учасниця | Прізвисько         | Вік      | Бали за категоріями | Бали за категоріями | Бали за категоріями | Бали від Карпачова | Усього |
| Учасниця | Прізвисько         | Вік      | Виховання дітей     | Хазайновитість      | Самореалізація      | Бали від Карпачова | Усього |
| -------- | ------------------ | -------- | ------------------- | ------------------- | ------------------- | ------------------ | ------ |
| Ілона    | Залізна мама       | 27 років | 12                  | 4                   | 22                  | —                  | 38     |
| Таня     | Мама-блогерка      | 30 років | 8                   | 12                  | 12                  | 10                 | 42     |
| Люда     | Мама-господиня     | 21 рік   | 7                   | 7                   | 10                  | —                  | 24     |
| Марго    | Мама трьох принцес | 29 років | 10                  | 13                  | 0                   | —                  | 23     |

### 7 тиждень (25-28 випуск)
| Учасниця     | Прізвисько                | Вік      | Бали за категоріями | Бали за категоріями | Бали за категоріями | Бали від Карпачова | Усього |
| Учасниця     | Прізвисько                | Вік      | Виховання дітей     | Хазайновитість      | Самореалізація      | Бали від Карпачова | Усього |
| ------------ | ------------------------- | -------- | ------------------- | ------------------- | ------------------- | ------------------ | ------ |
| Даша         | Мама високих стандартів   | 25 років | 14                  | 19                  | 20                  | —                  | 53     |
| Альона Лоран | Гламурна мама             | 30 років | 12                  | 25                  | 26                  | —                  | 63     |
| Наталя       | Високодуховна мама        | 36 років | 5                   | 1                   | 4                   | —                  | 10     |
| Софія        | Королева тайм-менеджменту | 30 років | 19                  | 17                  | 18                  | 10                 | 64     |

### 8 тиждень (29-32 випуск)
| Учасниця | Прізвисько               | Вік      | Бали за категоріями | Бали за категоріями | Бали за категоріями | Бали від Карпачова | Усього |
| Учасниця | Прізвисько               | Вік      | Виховання дітей     | Хазайновитість      | Самореалізація      | Бали від Карпачова | Усього |
| -------- | ------------------------ | -------- | ------------------- | ------------------- | ------------------- | ------------------ | ------ |
| Оксана   | Космічна мама            | 40 років | 7                   | 6                   | 18                  | –                  | 31     |
| Олена    | Мама-генералісимус       | 34 роки  | 11                  | 10                  | 11                  | 10                 | 42     |
| Вікторія | Усебічно обдарована мама | 30 років | 11                  | 5                   | 13                  | –                  | 29     |
| Олеся    | Мама-держслужбовиця      | 37 років | 10                  | 4                   | 9                   | –                  | 23     |

### 9 тиждень (33-36 випуск)
| Учасниця | Прізвисько             | Вік      | Бали за категоріями | Бали за категоріями | Бали за категоріями | Бали від Карпачова | Усього |
| Учасниця | Прізвисько             | Вік      | Виховання дітей     | Хазяйновитість      | Самореалізація      | Бали від Карпачова | Усього |
| -------- | ---------------------- | -------- | ------------------- | ------------------- | ------------------- | ------------------ | ------ |
| Аня      | Мама-тренерка          | 32 роки  | 16                  | 16                  | 20                  | 7                  | 59     |
| Іра      | Безглютенова мама      | 35 років | 3                   | 14                  | 3                   | –                  | 20     |
| Юля      | Екс-дружина мільйонера | 32 роки  | 16                  | 21                  | 21                  | –                  | 58     |
| Альона   | Мама-касирка           | 34 роки  | 6                   | 0                   | 6                   | –                  | 12     |

### 10 тиждень (37-40 випуск)
| Учасниця     | Прізвисько                | Вік      | Бали за категоріями | Бали за категоріями | Бали за категоріями | Бали від Карпачова | Усього |
| Учасниця     | Прізвисько                | Вік      | Виховання дітей     | Хазяйновитість      | Самореалізація      | Бали від Карпачова | Усього |
| ------------ | ------------------------- | -------- | ------------------- | ------------------- | ------------------- | ------------------ | ------ |
| Аня          | Мама проблемного підлітка | 34 роки  | 19                  | 18                  | 16                  | –                  | 53     |
| Іра          | Б'юті-мама                | 37 років | 13                  | 16                  | 18                  | 10                 | 57     |
| Юля          | Мама-дієтолог             | 30 років | 16                  | 19                  | 21                  | –                  | 56     |
| Людмила Далі | Мама-ясновидиця           | 43 роки  | 22                  | 21                  | 28                  | –                  | 71     |

## 2 сезон

### 1 тиждень (1-4 випуск)
| Учасниця        | Прізвисько           | Вік          | Бали за категоріями | Бали за категоріями | Бали за категоріями | Бали від Карпачова | Усього |
| Учасниця        | Прізвисько           | Вік          | Виховання дітей     | Хазяйновитість      | Самореалізація      | Бали від Карпачова | Усього |
| --------------- | -------------------- | ------------ | ------------------- | ------------------- | ------------------- | ------------------ | ------ |
| Валерія         | Мама-енерджайзер     | 31 рік       | 24                  | 20                  | 30                  | –                  | 74     |
| Лілія           | Мама маленької зірки | 46 років     | 20                  | 29                  | 12                  | –                  | 61     |
| Альона Гребенюк | Оперна діва          | 45 років     | 11                  | 17                  | 27                  | –                  | 55     |
| Олена           | Бізнес-мама          | приховує вік | 21                  | 20                  | 28                  | 10                 | 79     |

### 2 тиждень (5-8 випуск)
| Учасниця | Прізвисько           | Вік      | Бали за категоріями | Бали за категоріями | Бали за категоріями | Бали від Карпачова | Усього |
| Учасниця | Прізвисько           | Вік      | Виховання дітей     | Хазайновитість      | Самореалізація      | Бали від Карпачова | Усього |
| -------- | -------------------- | -------- | ------------------- | ------------------- | ------------------- | ------------------ | ------ |
| Рита     | Еко-мама             | 32 роки  | 15                  | 17                  | 18                  | 10                 | 60     |
| Оксана   | Мама-вигадниця       | 35 років | 13                  | 9                   | 12                  | —                  | 34     |
| Дана     | Інста-мама           | 24 роки  | 7                   | 6                   | 23                  | —                  | 36     |
| Ульяна   | Дружина мусульманина | 31 рік   | 7                   | 25                  | 1                   | —                  | 43     |

### 3 тиждень (9-12 випуск)
| Учасниця  | Прізвисько       | Вік          | Бали за категоріями | Бали за категоріями | Бали за категоріями | Бали від Карпачова | Усього |
| Учасниця  | Прізвисько       | Вік          | Виховання дітей     | Хазяйновитість      | Самореалізація      | Бали від Карпачова | Усього |
| --------- | ---------------- | ------------ | ------------------- | ------------------- | ------------------- | ------------------ | ------ |
| Юлія      | Мама-бізнесвумен | 37 років     | 8                   | 9                   | 28                  | —                  | 45     |
| Ганна     | Мама-вчителька   | приховує вік | 6                   | 8                   | 15                  | —                  | 29     |
| Даша      | Мама без заборон | 33 роки      | 11                  | 6                   | 18                  | 10                 | 45     |
| Маргарита | Мама-командирка  | 25 років     | 20                  | 16                  | 16                  | —                  | 52     |

### 4 тиждень (13-16 випуск)
| Учасниця | Прізвисько                 | Вік      | Бали за категоріями | Бали за категоріями | Бали за категоріями | Бали від Карпачова | Усього |
| Учасниця | Прізвисько                 | Вік      | Виховання дітей     | Хазяйновитість      | Самореалізація      | Бали від Карпачова | Усього |
| -------- | -------------------------- | -------- | ------------------- | ------------------- | ------------------- | ------------------ | ------ |
| Юлія     | Відчайдушна домогосподарка | 31 рік   | 13                  | 26                  | 20                  | —                  | 59     |
| Злата    | Мама-працеголік            | 28 років | 14                  | 13                  | 20                  | —                  | 47     |
| Оксана   | Мама без комплексів        | 35 років | 6                   | 5                   | 12                  | —                  | 23     |
| Марія    | Мама чемпіонів             | 37 років | 18                  | 13                  | 25                  | —                  | 56     |

### 5 тиждень (17-20 випуск)
| Учасниця | Прізвисько    | Вік      | Бали за категоріями | Бали за категоріями | Бали за категоріями | Бали від Карпачова | Усього |
| Учасниця | Прізвисько    | Вік      | Виховання дітей     | Хазяйновитість      | Самореалізація      | Бали від Карпачова | Усього |
| -------- | ------------- | -------- | ------------------- | ------------------- | ------------------- | ------------------ | ------ |
| Катерина | Мама-дивачка  | 36 років | 9                   | 9                   | 11                  | —                  | 29     |
| Альона   | ММА-мама      | 30 років | 16                  | 13                  | 25                  | 10                 | 64     |
| Ксенія   | Мама-співачка | 32 роки  | 7                   | 7                   | 15                  | —                  | 29     |
| Ельвіра  | Мама-касирка  | 24 роки  | 1                   | 6                   | 4                   | —                  | 11     |

### 6 тиждень (21-24 випуск)
| Учасниця | Прізвисько       | Вік      | Бали за категоріями | Бали за категоріями | Бали за категоріями | Бали від Карпачова | Усього |
| Учасниця | Прізвисько       | Вік      | Виховання дітей     | Хазяйновитість      | Самореалізація      | Бали від Карпачова | Усього |
| -------- | ---------------- | -------- | ------------------- | ------------------- | ------------------- | ------------------ | ------ |
| Іра      | Спартанська мама | 37 років | 15                  | 12                  | 23                  | –                  | 50     |
| Людмила  | Мама-двіж        | 33 роки  | 20                  | 18                  | 16                  | –                  | 54     |
| Тетяна   | Мама-вогонь      | 30 років | 26                  | 27                  | 25                  | –                  | 78     |
| Ілона    | Безвідмовна мама | 24 роки  | 21                  | 20                  | 26                  | 10                 | 77     |

### 7 тиждень (25-28 випуск)
| Учасниця | Прізвисько          | Вік          | Бали за категоріями | Бали за категоріями | Бали за категоріями | Бали від Карпачова | Усього |
| Учасниця | Прізвисько          | Вік          | Виховання дітей     | Хазяйновитість      | Самореалізація      | Бали від Карпачова | Усього |
| -------- | ------------------- | ------------ | ------------------- | ------------------- | ------------------- | ------------------ | ------ |
| Ольга    | Мама чотирьох синів | 40 років     | 17                  | 19                  | 16                  | 12                 | 64     |
| Рубіна   | Мама-екстрасенс     | приховує вік | 19                  | 22                  | 21                  | –                  | 62     |
| Юлія     | Мама-інтелігентка   | 40 років     | 0                   | 4                   | 3                   | –                  | 7      |
| Наталя   | Мама-перекладачка   | 26 років     | 18                  | 25                  | 19                  | –                  | 62     |

### 8 тиждень (29-32 випуск)
| Учасниця | Прізвисько                | Вік      | Бали за категоріями | Бали за категоріями | Бали за категоріями | Бали від Карпачова | Усього |
| Учасниця | Прізвисько                | Вік      | Виховання дітей     | Хазяйновитість      | Самореалізація      | Бали від Карпачова | Усього |
| -------- | ------------------------- | -------- | ------------------- | ------------------- | ------------------- | ------------------ | ------ |
| Міла     | Мама-дзен                 | 33 роки  | 17                  | 15                  | 16                  | –                  | 48     |
| Віталіна | Мама-кондитерка в декреті | 30 років | 21                  | 24                  | 1                   | 10                 | 56     |
| Ірина    | Бодіпозитивна мама        | 30 років | 8                   | 2                   | 15                  | –                  | 25     |
| Катя     | Лакшері-мама              | 23 роки  | 5                   | 6                   | 9                   | –                  | 20     |

### 9 тиждень (33-36 випуск)
| Учасниця | Прізвисько       | Вік      | Бали за категоріями | Бали за категоріями | Бали за категоріями | Бали від Карпачова | Усього |
| Учасниця | Прізвисько       | Вік      | Виховання дітей     | Хазяйновитість      | Самореалізація      | Бали від Карпачова | Усього |
| -------- | ---------------- | -------- | ------------------- | ------------------- | ------------------- | ------------------ | ------ |
| Тетяна   | Мама-богиня      | 34 роки  | 7                   | 8                   | 17                  | –                  | 32     |
| Інна     | Мама-психологиня | 41 рік   | 11                  | 9                   | 11                  | 5                  | 36     |
| Саша     | Мама з народу    | 29 років | 3                   | 0                   | 3                   | –                  | 6      |
| Іра      | Мама на мільйон  | 36 років | 8                   | 5                   | 10                  | –                  | 23     |

### 10 тиждень (37-40 випуск)
| Учасниця | Прізвисько           | Вік      | Бали за категоріями | Бали за категоріями | Бали за категоріями | Бали від Карпачова | Усього |
| Учасниця | Прізвисько           | Вік      | Виховання дітей     | Хазяйновитість      | Самореалізація      | Бали від Карпачова | Усього |
| -------- | -------------------- | -------- | ------------------- | ------------------- | ------------------- | ------------------ | ------ |
| Аня      | Мама-непосида        | 30 років | 9                   | 13                  | 8                   | –                  | 30     |
| Наталія  | Мама-перфекціоністка | 37 років | 17                  | 20                  | 10                  | –                  | 47     |
| Лілія    | Мама-продюсерка      | 35 років | 15                  | 16                  | 20                  | –                  | 51     |
| Олена    | Мама-мотиваторка     | 44 роки  | 12                  | 15                  | 11                  | –                  | 38     |

### 11 тиждень (41-44 випуск)
| Учасниця | Прізвисько          | Вік      | Бали за категоріями | Бали за категоріями | Бали за категоріями | Бали від Карпачова | Усього |
| Учасниця | Прізвисько          | Вік      | Виховання дітей     | Хазяйновитість      | Самореалізація      | Бали від Карпачова | Усього |
| -------- | ------------------- | -------- | ------------------- | ------------------- | ------------------- | ------------------ | ------ |
| Олеся    | Езотерична мама     | 34 роки  | 16                  | 22                  | 11                  | –                  | 49     |
| Таня     | Мама-силачка        | 33 роки  | 14                  | 15                  | 22                  | –                  | 50     |
| Марія    | Мама-анархія        | 39 років | 2                   | 1                   | 11                  | –                  | 14     |
| Альона   | Мама з новим життям | 38 років | 12                  | 15                  | 16                  | 10                 | 53     |

### 12 тиждень (45-48 випуск)
| Учасниця | Прізвисько      | Вік      | Бали за категоріями | Бали за категоріями | Бали за категоріями | Бали від Карпачова | Усього |
| Учасниця | Прізвисько      | Вік      | Виховання дітей     | Хазяйновитість      | Самореалізація      | Бали від Карпачова | Усього |
| -------- | --------------- | -------- | ------------------- | ------------------- | ------------------- | ------------------ | ------ |
| Нінель   | Б'юті-мама      | 35 років | 12                  | 19                  | 22                  | —                  | 53     |
| Валерія  | Монтессорі-мама | 28 років | 23                  | 7                   | 2                   | —                  | 32     |
| Анна     | Мама-танцівниця | 29 років | 10                  | 9                   | 15                  | —                  | 34     |
| Альона   | Мама-акторка    | 38 років | 9                   | 21                  | 14                  | 10                 | 54     |

## 3 сезон

### 1 тиждень (1-4 випуск)
| Учасниця | Прізвисько     | Вік      | Бали за категоріями | Бали за категоріями | Бали за категоріями | Бали від Карпачова | Усього |
| Учасниця | Прізвисько     | Вік      | Виховання дітей     | Хазяйновитість      | Самореалізація      | Бали від Карпачова | Усього |
| -------- | -------------- | -------- | ------------------- | ------------------- | ------------------- | ------------------ | ------ |
| Ірина    | Зіркова мама   | 40 років | 14                  | 12                  | 6                   | –                  | 32     |
| Аня      | Мама-ютьюберка | 33 роки  | 6                   | 11                  | 16                  | –                  | 33     |
| Влада    | Мама на хайпі  | 20 років | 4                   | 0                   | 12                  | –                  | 16     |
| Віка     | Мама-тамада    | 41 рік   | 13                  | 19                  | 17                  | –                  | 49     |

### 2 тиждень (5-8 випуск)
| Учасниця | Прізвисько             | Вік      | Бали за категоріями | Бали за категоріями | Бали за категоріями | Бали від Карпачова | Усього |
| Учасниця | Прізвисько             | Вік      | Виховання дітей     | Хазяйновитість      | Самореалізація      | Бали від Карпачова | Усього |
| -------- | ---------------------- | -------- | ------------------- | ------------------- | ------------------- | ------------------ | ------ |
| Тамара   | Ведична мама           | 35 років | 18                  | 20                  | 9                   | –                  | 47     |
| Катя     | Мама трьох бешкетників | 35 років | 13                  | 18                  | 10                  | –                  | 41     |
| Ольга    | Драйвова мама          | 42 роки  | 5                   | 10                  | 19                  | 10                 | 44     |
| Юля      | Мама-перфекціоністка   | 36 років | 14                  | 21                  | 10                  | –                  | 45     |

### 3 тиждень (9-12 випуск)
| Учасниця | Прізвисько         | Вік      | Бали за категоріями | Бали за категоріями | Бали за категоріями | Бали від Карпачова | Усього |
| Учасниця | Прізвисько         | Вік      | Виховання дітей     | Хазяйновитість      | Самореалізація      | Бали від Карпачова | Усього |
| -------- | ------------------ | -------- | ------------------- | ------------------- | ------------------- | ------------------ | ------ |
| Лєра     | Мама проти правил  | 32 роки  | 6                   | 14                  | 10                  | –                  | 30     |
| Олена    | Мама з ринку       | 45 років | 9                   | 13                  | 12                  | –                  | 33     |
| Оксана   | Мама шістьох дітей | 41 рік   | 7                   | 5                   | 7                   | 10                 | 29     |
| Оля      | Люксова мама       | 34 роки  | 12                  | 17                  | 14                  | –                  | 43     |

### 4 тиждень (13-16 випуск)
| Учасниця | Прізвисько       | Вік          | Бали за категоріями | Бали за категоріями | Бали за категоріями | Бали від Карпачова | Усього |
| Учасниця | Прізвисько       | Вік          | Виховання дітей     | Хазяйновитість      | Самореалізація      | Бали від Карпачова | Усього |
| -------- | ---------------- | ------------ | ------------------- | ------------------- | ------------------- | ------------------ | ------ |
| Олена    | Мама на пенсії   | 56 років     | 13                  | 12                  | 8                   | –                  | 33     |
| Іра      | Бізнес-мама      | 32 роки      | 8                   | 10                  | 12                  | 10                 | 40     |
| Лєна     | Мама-контролер   | приховує вік | 3                   | 7                   | 6                   | –                  | 16     |
| Ксенія   | Мама-сексологиня | 32 роки      | 4                   | 1                   | 4                   | –                  | 9      |

### 5 тиждень (17-20 випуск)
| Учасниця | Прізвисько       | Вік      | Бали за категоріями | Бали за категоріями | Бали за категоріями | Бали від Карпачова | Усього |
| Учасниця | Прізвисько       | Вік      | Виховання дітей     | Хазяйновитість      | Самореалізація      | Бали від Карпачова | Усього |
| -------- | ---------------- | -------- | ------------------- | ------------------- | ------------------- | ------------------ | ------ |
| Юлія     | Мама-кар'єристка | 27 років | 15                  | 23                  | 25                  | 10                 | 73     |
| Лілія    | Мама в тренді    | 31 рік   | 9                   | 11                  | 8                   | –                  | 28     |
| Ангеліна | Мама-коуч        | 38 років | 2                   | 11                  | 1                   | –                  | 14     |
| Віолетта | Дружина байкера  | 24 роки  | 20                  | 24                  | 15                  | –                  | 59     |

### 6 тиждень (21-24 випуск)
| Учасниця | Прізвисько       | Вік     | Бали за категоріями | Бали за категоріями | Бали за категоріями | Бали від Карпачова | Усього |
| Учасниця | Прізвисько       | Вік     | Виховання дітей     | Хазяйновитість      | Самореалізація      | Бали від Карпачова | Усього |
| -------- | ---------------- | ------- | ------------------- | ------------------- | ------------------- | ------------------ | ------ |
| Айнур    | Мама-гімнастка   | 24 роки | 7                   | 15                  | 10                  | 5                  | 37     |
| Лада     | Усвідомлена мама | 32 роки | 14                  | 15                  | 11                  | 5                  | 45     |
| Світлана | Мама-кочівниця   | 24 роки | 7                   | 8                   | 7                   | –                  | 22     |
| Дарія    | Мама-відьма      | 33 роки | 14                  | 15                  | 11                  | –                  | 40     |

### 7 тиждень (25-28 випуск)
| Учасниця | Прізвисько      | Вік      | Бали за категоріями | Бали за категоріями | Бали за категоріями | Бали від Карпачова | Усього |
| Учасниця | Прізвисько      | Вік      | Виховання дітей     | Хазяйновитість      | Самореалізація      | Бали від Карпачова | Усього |
| -------- | --------------- | -------- | ------------------- | ------------------- | ------------------- | ------------------ | ------ |
| Таня     | Мама-спокусниця | 34 роки  | 19                  | 25                  | 10                  | 10                 | 64     |
| Олена    | Мама-завуч      | 33 роки  | 22                  | 23                  | 20                  | –                  | 65     |
| Тата     | Мама-блогерка   | 26 років | 18                  | 16                  | 21                  | –                  | 55     |
| Карина   | Мама-балерина   | 37 років | 19                  | 23                  | 26                  | –                  | 68     |

### 8 тиждень (29-32 випуск)
| Учасниця | Прізвисько              | Вік      | Бали за категоріями | Бали за категоріями | Бали за категоріями | Бали від Карпачова | Усього |
| Учасниця | Прізвисько              | Вік      | Виховання дітей     | Хазяйновитість      | Самореалізація      | Бали від Карпачова | Усього |
| -------- | ----------------------- | -------- | ------------------- | ------------------- | ------------------- | ------------------ | ------ |
| Ната     | Ексцентрична мама       | 43 роки  | 20                  | 11                  | 17                  | –                  | 48     |
| Даша     | Приборкувачка чоловіків | 40 років | 20                  | 18                  | 25                  | –                  | 63     |
| Світлана | Мама-леді               | за 50    | 18                  | 24                  | 29                  | 10                 | 81     |
| Катя     | Сурогатна мама          | 32 роки  | 12                  | 29                  | 18                  | –                  | 59     |

### 9 тиждень (33-36 випуск)
| Учасниця | Прізвисько      | Вік      | Бали за категоріями | Бали за категоріями | Бали за категоріями | Бали від Карпачова | Усього |
| Учасниця | Прізвисько      | Вік      | Виховання дітей     | Хазяйновитість      | Самореалізація      | Бали від Карпачова | Усього |
| -------- | --------------- | -------- | ------------------- | ------------------- | ------------------- | ------------------ | ------ |
| Даша     | Мама-атлетка    | 31 рік   | 24                  | 12                  | 23                  | 5                  | 64     |
| Ілона    | Світська левиця | 42 роки  | 23                  | 23                  | 20                  | 5                  | 71     |
| Анжеліка | Мама-свято      | 30 років | 17                  | 13                  | 17                  | –                  | 47     |
| Настя    | Мама-блогерка   | 29 років | 8                   | 23                  | 14                  | –                  | 45     |

### 10 тиждень (37-40 випуск)
| Учасниця | Прізвисько             | Вік      | Бали за категоріями | Бали за категоріями | Бали за категоріями | Бали від Карпачова | Усього |
| Учасниця | Прізвисько             | Вік      | Виховання дітей     | Хазяйновитість      | Самореалізація      | Бали від Карпачова | Усього |
| -------- | ---------------------- | -------- | ------------------- | ------------------- | ------------------- | ------------------ | ------ |
| Лана     | Фешн-мама              | 39 років | 16                  | 19                  | 12                  | –                  | 47     |
| Юлія     | Взірцево-показова мама | 38 років | 19                  | 22                  | 27                  | –                  | 68     |
| Аліна    | Мама в законі          | 45 років | 6                   | 5                   | 12                  | –                  | 23     |
| Олена    | Мама без диплома       | 39 років | 9                   | 14                  | 7                   | –                  | 30     |

## 4 сезон

### 1 тиждень (1-4 випуск)
| Учасниця | Прізвисько           | Вік      | Бали за категоріями | Бали за категоріями | Бали за категоріями | Бали від Карпачова | Усього |
| Учасниця | Прізвисько           | Вік      | Виховання дітей     | Хазяйновитість      | Самореалізація      | Бали від Карпачова | Усього |
| -------- | -------------------- | -------- | ------------------- | ------------------- | ------------------- | ------------------ | ------ |
| Яна      | Мама космонавта      | 29 років | 24                  | 24                  | 14                  | –                  | 62     |
| Евка     | Паті-мама            | 34 роки  | 18                  | 17                  | 25                  | –                  | 60     |
| Женя     | Мама-аристократка    | 23 роки  | 9                   | 11                  | 15                  | –                  | 35     |
| Катя     | Мама-криптовалютниця | 39 років | 8                   | 9                   | 3                   | –                  | 20     |

### 2 тиждень (5-8 випуск)
| Учасниця | Прізвисько         | Вік      | Бали за категоріями | Бали за категоріями | Бали за категоріями | Бали від Карпачова | Усього |
| Учасниця | Прізвисько         | Вік      | Виховання дітей     | Хазяйновитість      | Самореалізація      | Бали від Карпачова | Усього |
| -------- | ------------------ | -------- | ------------------- | ------------------- | ------------------- | ------------------ | ------ |
| Влада    | Екс-пацанка        | 26 років | 11                  | 27                  | 28                  | –                  | 66     |
| Ліза     | Шикарна мама       | 28 років | 10                  | 12                  | 0                   | –                  | 22     |
| Юля      | Креативна мама     | 32 роки  | 12                  | 1                   | 12                  | –                  | 25     |
| Світлана | Надтурботлива мама | 30 років | 9                   | 18                  | 10                  | –                  | 37     |

### 3 тиждень (9-12 випуск)
| Учасниця | Прізвисько      | Вік      | Бали за категоріями | Бали за категоріями | Бали за категоріями | Бали від Карпачова | Усього |
| Учасниця | Прізвисько      | Вік      | Виховання дітей     | Хазяйновитість      | Самореалізація      | Бали від Карпачова | Усього |
| -------- | --------------- | -------- | ------------------- | ------------------- | ------------------- | ------------------ | ------ |
| Даша     | Мама-фотомодель | 31 рік   | 13                  | 15                  | 17                  | –                  | 45     |
| Леся     | Мама на коні    | 44 роки  | 21                  | 7                   | 23                  | 10                 | 61     |
| Іра      | Мама-цариця     | 49 років | 15                  | 19                  | 21                  | –                  | 55     |
| Ліля     | Мама-героїня    | 42 роки  | 18                  | 12                  | 16                  | –                  | 46     |

### 4 тиждень (13-16 випуск)
| Учасниця | Прізвисько    | Вік      | Бали за категоріями | Бали за категоріями | Бали за категоріями | Бали від Карпачова | Усього |
| Учасниця | Прізвисько    | Вік      | Виховання дітей     | Хазяйновитість      | Самореалізація      | Бали від Карпачова | Усього |
| -------- | ------------- | -------- | ------------------- | ------------------- | ------------------- | ------------------ | ------ |
| Марина   | Мама-фея      | 32 роки  | 18                  | 19                  | 28                  | 10                 | 75     |
| Саша     | Мама-блогерка | 27 років | 13                  | 22                  | 19                  | –                  | 54     |
| Яна      | Казкова мама  | 39 років | 21                  | 14                  | 17                  | –                  | 52     |
| Катя     | Сувора мама   | 27 років | 12                  | 18                  | 8                   | –                  | 38     |

### 5 тиждень (17-20 випуск)
| Учасниця | Прізвисько         | Вік      | Бали за категоріями | Бали за категоріями | Бали за категоріями | Бали від Карпачова | Усього |
| Учасниця | Прізвисько         | Вік      | Виховання дітей     | Хазяйновитість      | Самореалізація      | Бали від Карпачова | Усього |
| -------- | ------------------ | -------- | ------------------- | ------------------- | ------------------- | ------------------ | ------ |
| Катя     | Мама-бодібілдерка  | 32 роки  | 24                  | 16                  | 16                  | 10                 | 66     |
| Віка     | Мама без заморочок | 25 років | 5                   | 15                  | 19                  | –                  | 39     |
| Діана    | Єврейська мама     | 37 років | 5                   | 3                   | 4                   | –                  | 12     |
| Діана    | Прискіплива мама   | 35 років | 10                  | 16                  | 7                   | –                  | 33     |

### 6 тиждень (21-24 випуск)
| Учасниця | Прізвисько           | Вік      | Бали за категоріями | Бали за категоріями | Бали за категоріями | Бали від Карпачова | Усього |
| Учасниця | Прізвисько           | Вік      | Виховання дітей     | Хазяйновитість      | Самореалізація      | Бали від Карпачова | Усього |
| -------- | -------------------- | -------- | ------------------- | ------------------- | ------------------- | ------------------ | ------ |
| Олена    | Мама-красуня         | 30 років | 12                  | 13                  | 13                  | –                  | 38     |
| Іра      | Екс-пацанка          | 34 роки  | 12                  | 6                   | 11                  | –                  | 29     |
| Іріша    | Широко обізнана мама | 34 роки  | 5                   | 5                   | 1                   | –                  | 11     |
| Анжеліка | Відповідальна мама   | 27 років | 10                  | 13                  | 4                   | –                  | 27     |

### 7 тиждень (25-28 випуск)
| Учасниця | Прізвисько       | Вік      | Бали за категоріями | Бали за категоріями | Бали за категоріями | Бали від Карпачова | Усього                        |
| Учасниця | Прізвисько       | Вік      | Виховання дітей     | Хазяйновитість      | Самореалізація      | Бали від Карпачова | Усього                        |
| -------- | ---------------- | -------- | ------------------- | ------------------- | ------------------- | ------------------ | ----------------------------- |
| Аня      | Мама-досягаторка | 28 років | 10                  | 4                   | 17                  | –                  | 31 (в фіналі були анульовані) |
| Люба     | Мама-мачуха      | 48 років | 6                   | 2                   | 8                   | –                  | 16                            |
| Христина | Мама в кайф      | 26 років | 5                   | 4                   | 3                   | –                  | 12                            |
| Зіна     | Еко-мама         | 33 роки  | 2                   | 5                   | 5                   | 10                 | 22                            |

### 8 тиждень (29-32 випуск)
| Учасниця  | Прізвисько       | Вік      | Бали за категоріями | Бали за категоріями | Бали за категоріями | Бали від Карпачова | Усього |
| Учасниця  | Прізвисько       | Вік      | Виховання дітей     | Хазяйновитість      | Самореалізація      | Бали від Карпачова | Усього |
| --------- | ---------------- | -------- | ------------------- | ------------------- | ------------------- | ------------------ | ------ |
| Юлія      | Розслаблена мама | 32 роки  | 16                  | 16                  | 9                   | –                  | 41     |
| Дар'я     | Топова мама      | 28 років | 6                   | 12                  | 19                  | –                  | 37     |
| Маргарита | Мама п'ятьох     | 26 років | 12                  | 11                  | 17                  | 5                  | 45     |
| Зарина    | Самовіддана мама | 29 років | 17                  | 0                   | 7                   | 5                  | 29     |

### 9 тиждень (33-36 випуск)
| Учасниця | Прізвисько       | Вік      | Бали за категоріями | Бали за категоріями | Бали за категоріями | Бали від Карпачова | Усього |
| Учасниця | Прізвисько       | Вік      | Виховання дітей     | Хазяйновитість      | Самореалізація      | Бали від Карпачова | Усього |
| -------- | ---------------- | -------- | ------------------- | ------------------- | ------------------- | ------------------ | ------ |
| Діана    | Мама-екстрасенс  | 30 років | 13                  | 8                   | 10                  | 10                 | 41     |
| Настя    | Безвідмовна мама | 28 років | 13                  | 7                   | 14                  | –                  | 34     |
| Зоя      | Мама в нірвані   | 45 років | 13                  | 12                  | 9                   | –                  | 34     |
| Тетяна   | Ефектна мама     | 29 років | 15                  | 14                  | 8                   | –                  | 37     |

### 10 тиждень (37-40 випуск)
| Учасниця | Прізвисько            | Вік      | Бали за категоріями | Бали за категоріями | Бали за категоріями | Бали від Карпачова | Усього |
| Учасниця | Прізвисько            | Вік      | Виховання дітей     | Хазяйновитість      | Самореалізація      | Бали від Карпачова | Усього |
| -------- | --------------------- | -------- | ------------------- | ------------------- | ------------------- | ------------------ | ------ |
| Ярослава | Мама-берегиня         | 36 років | 23                  | 22                  | 15                  | –                  | 60     |
| Надя     | Бізнес-мама           | 29 років | 14                  | 21                  | 23                  | –                  | 58     |
| Ірина    | Мама вільних поглядів | 43 роки  | 8                   | 15                  | 10                  | –                  | 33     |
| Регіна   | Мама-естетка          | 49 років | 19                  | 19                  | 25                  | –                  | 63     |

### 11 тиждень (41-44 випуск)
| Учасниця | Прізвисько       | Вік      | Бали за категоріями | Бали за категоріями | Бали за категоріями | Бали від Карпачова | Усього |
| Учасниця | Прізвисько       | Вік      | Виховання дітей     | Хазяйновитість      | Самореалізація      | Бали від Карпачова | Усього |
| -------- | ---------------- | -------- | ------------------- | ------------------- | ------------------- | ------------------ | ------ |
| Оксана   | Мама на всі руки | 39 років | 14                  | 16                  | 11                  | –                  | 41     |
| Яна      | Пильна мама      | 28 років | 10                  | 12                  | 16                  | 10                 | 48     |
| Діана    | Мама-тіктокерка  | 28 років | 9                   | 3                   | 11                  | –                  | 23     |
| Настя    | Запальна мама    | 29 років | 11                  | 12                  | 21                  | –                  | 44     |

### 12 тиждень (45-48 випуск)
| Учасниця | Прізвисько        | Вік      | Бали за категоріями | Бали за категоріями | Бали за категоріями | Бали від Карпачова | Усього |
| Учасниця | Прізвисько        | Вік      | Виховання дітей     | Хазяйновитість      | Самореалізація      | Бали від Карпачова | Усього |
| -------- | ----------------- | -------- | ------------------- | ------------------- | ------------------- | ------------------ | ------ |
| Тетяна   | Мама-всесвіт      | 40 років | 19                  | 21                  | 9                   | 5                  | 54     |
| Лана     | Східна мама       | 29 років | 20                  | 24                  | 25                  | –                  | 69     |
| Марта    | Мама-імператриця  | 32 роки  | 4                   | 3                   | 15                  | –                  | 22     |
| Таня     | Мама-інфлюенсерка | 25 років | 17                  | 11                  | 20                  | –                  | 48     |

### 13 тиждень (49-52 випуск)
| Учасниця  | Прізвисько         | Вік      | Бали за категоріями | Бали за категоріями | Бали за категоріями | Бали від Карпачова | Усього |
| Учасниця  | Прізвисько         | Вік      | Виховання дітей     | Хазяйновитість      | Самореалізація      | Бали від Карпачова | Усього |
| --------- | ------------------ | -------- | ------------------- | ------------------- | ------------------- | ------------------ | ------ |
| Олена     | Яскрава мама       | 33 роки  | 14                  | 6                   | 12                  | –                  | 32     |
| Маргарита | Домашня директорка | 35 років | 23                  | 25                  | 12                  | –                  | 60     |
| Настя     | Кошерна мама       | 25 років | 10                  | 24                  | 17                  | –                  | 51     |
| Діана     | Мама-інтелектуалка | 32 роки  | 15                  | 17                  | 23                  | 10                 | 65     |

### 14 тиждень (53-56 випуск)
| Учасниця | Прізвисько                | Вік      | Бали за категоріями | Бали за категоріями | Бали за категоріями | Бали від Карпачова | Усього |
| Учасниця | Прізвисько                | Вік      | Виховання дітей     | Хазяйновитість      | Самореалізація      | Бали від Карпачова | Усього |
| -------- | ------------------------- | -------- | ------------------- | ------------------- | ------------------- | ------------------ | ------ |
| Аліна    | Ідеальна мама             | 32 роки  | 8                   | 9                   | 18                  | –                  | 35     |
| Надя     | Мама на максимум          | 31 рік   | 17                  | 11                  | 17                  | 10                 | 55     |
| Оля      | Мама-подружка             | 31 рік   | 5                   | 6                   | 17                  | –                  | 28     |
| Ксенія   | Мама з помилками минулого | 36 років | 15                  | 17                  | 21                  | –                  | 53     |

## 5 сезон

### 1 тиждень (1-4 випуск)
| Учасниця | Прізвисько         | Вік      | Бали за категоріями | Бали за категоріями | Бали за категоріями | Бали від Карпачова | Усього |
| Учасниця | Прізвисько         | Вік      | Виховання дітей     | Хазяйновитість      | Самореалізація      | Бали від Карпачова | Усього |
| -------- | ------------------ | -------- | ------------------- | ------------------- | ------------------- | ------------------ | ------ |
| Аня      | Мама-шаманка       | 36 років | 19                  | 18                  | 23                  | 5                  | 65     |
| Олена    | Мама-акторка       | 35 років | 17                  | 25                  | 22                  | –                  | 64     |
| Наталі   | Завжди молода мама | 52 роки  | 12                  | 10                  | 16                  | –                  | 38     |
| Катя     | Мама-модельєрка    | 36 років | 14                  | 14                  | 20                  | 5                  | 53     |

### 2 тиждень (5-8 випуск)
| Учасниця | Прізвисько       | Вік      | Бали за категоріями | Бали за категоріями | Бали за категоріями | Бали від Карпачова | Усього |
| Учасниця | Прізвисько       | Вік      | Виховання дітей     | Хазяйновитість      | Самореалізація      | Бали від Карпачова | Усього |
| -------- | ---------------- | -------- | ------------------- | ------------------- | ------------------- | ------------------ | ------ |
| Катя     | Мама-двигун      | 30 років | 15                  | 14                  | 19                  | –                  | 48     |
| Валерія  | Мама-бізнесвумен | 35 років | 8                   | 15                  | 18                  | 10                 | 51     |
| Ліля     | Спокуслива мама  | 29 років | 10                  | 12                  | 14                  | –                  | 36     |
| Аня      | Мама вундеркінда | 23 роки  | 14                  | 11                  | 1                   | –                  | 26     |

### 3 тиждень (9-12 випуск)
| Учасниця | Прізвисько         | Вік      | Бали за категоріями | Бали за категоріями | Бали за категоріями | Бали від Карпачова | Усього |
| Учасниця | Прізвисько         | Вік      | Виховання дітей     | Хазяйновитість      | Самореалізація      | Бали від Карпачова | Усього |
| -------- | ------------------ | -------- | ------------------- | ------------------- | ------------------- | ------------------ | ------ |
| Юля      | Досконала мама     | 35 років | 15                  | 20                  | 18                  | –                  | 53     |
| Настя    | Мама за Карпачовим | 32 роки  | 13                  | 14                  | 13                  | –                  | 40     |
| Інна     | Мама сімох дітей   | 39 років | 2                   | 4                   | 13                  | –                  | 19     |
| Аля      | Мама-тінейджерка   | 24 роки  | 10                  | 12                  | 15                  | –                  | 37     |

### 4 тиждень (13-16 випуск)
| Учасниця | Прізвисько        | Вік      | Бали за категоріями | Бали за категоріями | Бали за категоріями | Бали від Карпачова | Усього |
| Учасниця | Прізвисько        | Вік      | Виховання дітей     | Хазяйновитість      | Самореалізація      | Бали від Карпачова | Усього |
| -------- | ----------------- | -------- | ------------------- | ------------------- | ------------------- | ------------------ | ------ |
| Ліда     | Мама за розкладом | 35 років | 17                  | 23                  | 19                  | –                  | 59     |
| Віка     | Непосидюча мама   | 34 роки  | 18                  | 15                  | 28                  | 10                 | 71     |
| Наталя   | Мама без рамок    | 42 роки  | 11                  | 8                   | 12                  | –                  | 31     |
| Алла     | Мама за догмами   | 27 років | 19                  | 22                  | 18                  | –                  | 59     |

### 5 тиждень (17-20 випуск)
| Учасниця | Прізвисько           | Вік      | Бали за категоріями | Бали за категоріями | Бали за категоріями | Бали від Карпачова | Усього |
| Учасниця | Прізвисько           | Вік      | Виховання дітей     | Хазяйновитість      | Самореалізація      | Бали від Карпачова | Усього |
| -------- | -------------------- | -------- | ------------------- | ------------------- | ------------------- | ------------------ | ------ |
| Анна     | Мама трьох гімнасток | 32 роки  | 16                  | 27                  | 22                  | –                  | 65     |
| Люда     | Мама в балансі       | 28 років | 10                  | 14                  | 11                  | –                  | 35     |
| Вероніка | Мама за здоров'я     | 28 років | 14                  | 23                  | 8                   | –                  | 45     |
| Аня      | Мама без гальм       | 23 роки  | 14                  | 17                  | 17                  | –                  | 48     |

### 6 тиждень (21-24 випуск)
| Учасниця | Прізвисько            | Вік      | Бали за категоріями | Бали за категоріями | Бали за категоріями | Бали від Карпачова | Усього |
| Учасниця | Прізвисько            | Вік      | Виховання дітей     | Хазяйновитість      | Самореалізація      | Бали від Карпачова | Усього |
| -------- | --------------------- | -------- | ------------------- | ------------------- | ------------------- | ------------------ | ------ |
| Аня      | Мама на розслабоні    | 32 роки  | 14                  | 12                  | 8                   | –                  | 34     |
| Віка     | Покер-мама            | 27 років | 17                  | 12                  | 23                  | –                  | 52     |
| Іра      | Мама з великим серцем | 37 років | 12                  | 11                  | 12                  | –                  | 35     |
| Даша     | Продумана мама        | 36 років | 9                   | 10                  | 6                   | 10                 | 35     |

## 6 сезон

### 1 тиждень (1-4 випуск)
| Учасниця | Прізвисько          | Вік      | Бали за категоріями | Бали за категоріями | Бали за категоріями | Бали від Карпачова | Усього |
| Учасниця | Прізвисько          | Вік      | Виховання дітей     | Хазяйновитість      | Самореалізація      | Бали від Карпачова | Усього |
| -------- | ------------------- | -------- | ------------------- | ------------------- | ------------------- | ------------------ | ------ |
| Настя    | Дружина бодибілдера | 28 років | 22                  | 23                  | 19                  | 5                  | 69     |
| Марина   | Мама з досвідом     | 48 років | 24                  | 26                  | 15                  | 5                  | 70     |
| Юля      | Мама-волонтерка     | 30 років | 7                   | 8                   | 10                  | –                  | 25     |
| Олена    | Універсальна мама   | 31 рік   | 14                  | 24                  | 25                  | –                  | 63     |

### 2 тиждень (5-8 випуск)
| Учасниця | Прізвисько        | Вік      | Бали за категоріями | Бали за категоріями | Бали за категоріями | Бали від Карпачова | Усього                                   |
| Учасниця | Прізвисько        | Вік      | Виховання дітей     | Хазяйновитість      | Самореалізація      | Бали від Карпачова | Усього                                   |
| -------- | ----------------- | -------- | ------------------- | ------------------- | ------------------- | ------------------ | ---------------------------------------- |
| Юля      | Мама на відмінно  | 29 років | 5                   | 7                   | 4                   | –                  | 16                                       |
| Оля      | Мама тигриця      | 43 роки  | 6                   | 11                  | 10                  | –                  | 27                                       |
| Алла     | Мама-чаклунка     | 26 років | 11                  | 16                  | 11                  | –                  | 38 (наприкінці програми були анульовані) |
| Аліса    | Демократична мама | 27 років | 8                   | 6                   | 5                   | 10                 | 29                                       |

### 3 тиждень (9-12 випуск)
| Учасниця | Прізвисько         | Вік      | Бали за категоріями | Бали за категоріями | Бали за категоріями | Бали від Карпачова | Усього |
| Учасниця | Прізвисько         | Вік      | Виховання дітей     | Хазяйновитість      | Самореалізація      | Бали від Карпачова | Усього |
| -------- | ------------------ | -------- | ------------------- | ------------------- | ------------------- | ------------------ | ------ |
| Ніна     | Мама ста професій  | 40 років | 11                  | 10                  | 13                  | –                  | 35     |
| Жанна    | Мама-фермерка      | 42 роки  | 17                  | 24                  | 24                  | –                  | 65     |
| Альона   | Мама-«Міс Полтава» | 33 роки  | 21                  | 29                  | 29                  | 5                  | 84     |
| Діана    | Мама в ритмі танцю | 25 років | 17                  | 19                  | 25                  | 5                  | 66     |

### 4 тиждень (13-16 випуск)
| Учасниця   | Прізвисько       | Вік      | Бали за категоріями | Бали за категоріями | Бали за категоріями | Бали від Карпачова | Усього |
| Учасниця   | Прізвисько       | Вік      | Виховання дітей     | Хазяйновитість      | Самореалізація      | Бали від Карпачова | Усього |
| ---------- | ---------------- | -------- | ------------------- | ------------------- | ------------------- | ------------------ | ------ |
| Олександра | Ненапряжна мама  | 34 роки  | 0                   | 3                   | 7                   | –                  | 10     |
| Ольга      | Проста мама      | 27 років | 1                   | 6                   | 4                   | –                  | 11     |
| Юлія       | Мама-мільйонерка | 32 роки  | 0                   | 0                   | 1                   | 10                 | 11     |
| Наталя     | Мама-лелека      | 34 роки  | 6                   | 16                  | 1                   | –                  | 23     |

### 5 тиждень (17-20 випуск)
| Учасниця | Прізвисько              | Вік      | Бали за категоріями | Бали за категоріями | Бали за категоріями | Бали від Карпачова | Усього |
| Учасниця | Прізвисько              | Вік      | Виховання дітей     | Хазяйновитість      | Самореалізація      | Бали від Карпачова | Усього |
| -------- | ----------------------- | -------- | ------------------- | ------------------- | ------------------- | ------------------ | ------ |
| Ірина    | Турботлива мама         | 37 років | 8                   | 7                   | 1                   | 5                  | 21     |
| Таня     | Мама за всіма правилами | 33 роки  | 2                   | 6                   | 18                  | 5                  | 31     |
| Настя    | Справедлива мама        | 30 років | 9                   | 21                  | 10                  | –                  | 40     |
| Стася    | Мама з вогником         | 24 роки  | 10                  | 9                   | 12                  | –                  | 31     |

### 6 тиждень (21-24 випуск)
| Учасниця | Прізвисько               | Вік      | Бали за категоріями | Бали за категоріями | Бали за категоріями | Бали від Карпачова | Усього |
| Учасниця | Прізвисько               | Вік      | Виховання дітей     | Хазяйновитість      | Самореалізація      | Бали від Карпачова | Усього |
| -------- | ------------------------ | -------- | ------------------- | ------------------- | ------------------- | ------------------ | ------ |
| Аня      | Мама з татусем у декреті | 33 роки  | 15                  | 18                  | 22                  | –                  | 55     |
| Віка     | Урівноважена мама        | 26 років | 18                  | 18                  | 18                  | –                  | 54     |
| Ліда     | Мама-пранкерка           | 35 років | 15                  | 13                  | 9                   | –                  | 37     |
| Марина   | Мама з сімейним бізнесом | 34 роки  | 8                   | 11                  | 22                  | 10                 | 51     |

### 7 тиждень (25-28 випуск)
| Учасниця | Прізвисько            | Вік      | Бали за категоріями | Бали за категоріями | Бали за категоріями | Бали від Карпачова | Усього |
| Учасниця | Прізвисько            | Вік      | Виховання дітей     | Хазяйновитість      | Самореалізація      | Бали від Карпачова | Усього |
| -------- | --------------------- | -------- | ------------------- | ------------------- | ------------------- | ------------------ | ------ |
| Тася     | Екстравагантна мама   | 43 роки  | 13                  | 1                   | 7                   | –                  | 21     |
| Олеся    | Мама батога і пряника | 27 років | 6                   | 11                  | 12                  | –                  | 29     |
| Юля      | Мама двох культур     | 28 років | 5                   | 4                   | 12                  | –                  | 21     |
| Таня     | Мама за порядок       | 28 років | 8                   | 15                  | 6                   | 10                 | 39     |

### 8 тиждень (29-32 випуск)
| Учасниця | Прізвисько              | Вік      | Бали за категоріями | Бали за категоріями | Бали за категоріями | Бали від Карпачова | Усього |
| Учасниця | Прізвисько              | Вік      | Виховання дітей     | Хазяйновитість      | Самореалізація      | Бали від Карпачова | Усього |
| -------- | ----------------------- | -------- | ------------------- | ------------------- | ------------------- | ------------------ | ------ |
| Олеся    | Мама за гігієну         | 38 років | 14                  | 20                  | 22                  | –                  | 56     |
| Таня     | Мама-артистка           | 39 років | 24                  | 12                  | 16                  | –                  | 52     |
| Катя     | Сильна і незалежна мама | 31 рік   | 11                  | 25                  | 25                  | –                  | 61     |
| Ніна     | Мама «Міс Каприз»       | 34 роки  | 18                  | 14                  | 22                  | 10                 | 64     |

### 9 тиждень (33-36 випуск)
| Учасниця | Прізвисько          | Вік      | Бали за категоріями | Бали за категоріями | Бали за категоріями | Бали від Карпачова | Усього |
| Учасниця | Прізвисько          | Вік      | Виховання дітей     | Хазяйновитість      | Самореалізація      | Бали від Карпачова | Усього |
| -------- | ------------------- | -------- | ------------------- | ------------------- | ------------------- | ------------------ | ------ |
| Оля      | Мама-диригентка     | 30 років | 13                  | 25                  | 8                   | –                  | 46     |
| Катя     | Кайфова мама        | 29 років | 17                  | 23                  | 28                  | –                  | 68     |
| Маріанна | Мама на зарплаті    | 29 років | 19                  | 23                  | 9                   | 10                 | 61     |
| Льоля    | Молода амбітна мама | 22 роки  | 13                  | 20                  | 16                  | –                  | 49     |

### 10 тиждень (37-40 випуск)
| Учасниця | Прізвисько       | Вік      | Бали за категоріями | Бали за категоріями | Бали за категоріями | Бали від Карпачова | Усього |
| Учасниця | Прізвисько       | Вік      | Виховання дітей     | Хазяйновитість      | Самореалізація      | Бали від Карпачова | Усього |
| -------- | ---------------- | -------- | ------------------- | ------------------- | ------------------- | ------------------ | ------ |
| Дар'я    | Розкута мама     | 34 роки  | 18                  | 26                  | 16                  | –                  | 60     |
| Даша     | Мама з фантазією | 24 роки  | 23                  | 23                  | 8                   | –                  | 54     |
| Марія    | Наповнена мама   | 30 років | 16                  | 18                  | 19                  | 10                 | 63     |
| Оксана   | Лояльна мама     | 37 років | 17                  | 12                  | 28                  | –                  | 57     |

### 11 тиждень (41-44 випуск)
| Учасниця | Прізвисько           | Вік      | Бали за категоріями | Бали за категоріями | Бали за категоріями | Бали від Карпачова | Усього |
| Учасниця | Прізвисько           | Вік      | Виховання дітей     | Хазяйновитість      | Самореалізація      | Бали від Карпачова | Усього |
| -------- | -------------------- | -------- | ------------------- | ------------------- | ------------------- | ------------------ | ------ |
| Олена    | Мама-перфекціоністка | 42 роки  | 22                  | 22                  | 24                  | 5                  | 73     |
| Алла     | Свідома мама         | 29 років | 21                  | 20                  | 25                  | 5                  | 71     |
| Марічка  | Невгамовна мама      | 35 років | 13                  | 17                  | 20                  | –                  | 50     |
| Ліза     | Мама-переселенка     | 35 років | 10                  | 20                  | 9                   | –                  | 39     |

### 12 тиждень (45-48 випуск)
| Учасниця | Прізвисько             | Вік      | Бали за категоріями | Бали за категоріями | Бали за категоріями | Бали від Карпачова | Усього |
| Учасниця | Прізвисько             | Вік      | Виховання дітей     | Хазяйновитість      | Самореалізація      | Бали від Карпачова | Усього |
| -------- | ---------------------- | -------- | ------------------- | ------------------- | ------------------- | ------------------ | ------ |
| Марина   | Мама двох погодків     | 25 років | 11                  | 11                  | 22                  | –                  | 44     |
| Анна     | Мама-свято             | 45 років | 12                  | 12                  | 26                  | –                  | 50     |
| Аліна    | Прогресивна мама       | 33 роки  | 16                  | 23                  | 20                  | –                  | 59     |
| Яна      | Мама на хвилі з дітьми | 29 років | 24                  | 20                  | 6                   | 10                 | 60     |

### 13 тиждень (49-52 випуск)
| Учасниця | Прізвисько               | Вік      | Бали за категоріями | Бали за категоріями | Бали за категоріями | Бали від Карпачова | Усього |
| Учасниця | Прізвисько               | Вік      | Виховання дітей     | Хазяйновитість      | Самореалізація      | Бали від Карпачова | Усього |
| -------- | ------------------------ | -------- | ------------------- | ------------------- | ------------------- | ------------------ | ------ |
| Віка     | Мама-кар'єристка         | 31 рік   | 8                   | 16                  | 25                  | –                  | 49     |
| Ліза     | Мама-мотиваторка         | 20 років | 15                  | 4                   | 2                   | –                  | 21     |
| Христина | Мама двох протилежностей | 42 роки  | 5                   | 0                   | 8                   | –                  | 13     |
| Яна      | Мама-матеріалістка       | 27 років | 8                   | 3                   | 21                  | –                  | 32     |

### 14 тиждень (53-56 випуск)
| Учасниця | Прізвисько             | Вік      | Бали за категоріями | Бали за категоріями | Бали за категоріями | Бали від Карпачова | Усього |
| Учасниця | Прізвисько             | Вік      | Виховання дітей     | Хазяйновитість      | Самореалізація      | Бали від Карпачова | Усього |
| -------- | ---------------------- | -------- | ------------------- | ------------------- | ------------------- | ------------------ | ------ |
| Галя     | Мама з пропелером      | 40 років | 11                  | 22                  | 16                  | –                  | 49     |
| Аня      | Енергетична мама       | 34 роки  | 9                   | 23                  | 11                  | –                  | 43     |
| Олена    | Мама спец. призначення | 38 років | 10                  | 12                  | 15                  | –                  | 37     |
| Катя     | Мама за екологію       | 31 рік   | 16                  | 21                  | 5                   | –                  | 42     |

### 15 тиждень (57-60 випуск)
| Учасниця | Прізвисько                | Вік      | Бали за категоріями | Бали за категоріями | Бали за категоріями | Бали від Карпачова | Усього |
| Учасниця | Прізвисько                | Вік      | Виховання дітей     | Хазяйновитість      | Самореалізація      | Бали від Карпачова | Усього |
| -------- | ------------------------- | -------- | ------------------- | ------------------- | ------------------- | ------------------ | ------ |
| Ліда     | Мама за наукою            | 27 років | 20                  | 21                  | 10                  | 10                 | 61     |
| Вероніка | Елітна мама               | 36 років | 23                  | 17                  | 19                  | –                  | 59     |
| Наталя   | Мама без стереотипів      | 26 років | 3                   | 5                   | 16                  | –                  | 24     |
| Тетяна   | Мама майбутньої чемпіонки | 31 рік   | 13                  | 23                  | 5                   | –                  | 41     |

### 16 тиждень (61-64 випуск)
| Учасниця | Прізвисько              | Вік      | Бали за категоріями | Бали за категоріями | Бали за категоріями | Бали від Карпачова | Усього |
| Учасниця | Прізвисько              | Вік      | Виховання дітей     | Хазяйновитість      | Самореалізація      | Бали від Карпачова | Усього |
| -------- | ----------------------- | -------- | ------------------- | ------------------- | ------------------- | ------------------ | ------ |
| Марджан  | Мама з Узбекистану      | 25 років | 6                   | 7                   | 14                  | –                  | 27     |
| Жданя    | Мама-феміністка         | 29 років | 7                   | 12                  | 16                  | 10                 | 45     |
| Наталі   | Мама з високим статусом | 40 років | 13                  | 16                  | 15                  | –                  | 44     |
| Аня      | Мама за власні кордони  | 27 років | 14                  | 19                  | 7                   | –                  | 40     |

### 17 тиждень (65-68 випуск)
| Учасниця   | Прізвисько         | Вік      | Бали за категоріями | Бали за категоріями | Бали за категоріями | Бали від Карпачова | Усього |
| Учасниця   | Прізвисько         | Вік      | Виховання дітей     | Хазяйновитість      | Самореалізація      | Бали від Карпачова | Усього |
| ---------- | ------------------ | -------- | ------------------- | ------------------- | ------------------- | ------------------ | ------ |
| Олександра | Артистична мама    | 34 роки  | 14                  | 15                  | 11                  | –                  | 40     |
| Карина     | Її Величність Мама | 29 років | 16                  | 12                  | 25                  | –                  | 53     |
| Анастасія  | Королева краси     | 32 роки  | 18                  | 23                  | 22                  | 10                 | 73     |
| Аліна      | Мама принцеси      | 32 роки  | 17                  | 16                  | 27                  | –                  | 60     |

### 18 тиждень (69-72 випуск)
| Учасниця | Прізвисько                 | Вік      | Бали за категоріями | Бали за категоріями | Бали за категоріями | Бали від Карпачова | Усього |
| Учасниця | Прізвисько                 | Вік      | Виховання дітей     | Хазяйновитість      | Самореалізація      | Бали від Карпачова | Усього |
| -------- | -------------------------- | -------- | ------------------- | ------------------- | ------------------- | ------------------ | ------ |
| Христя   | Мама майбутнього айтішника | 27 років | 7                   | 13                  | 20                  | –                  | 40     |
| Олена    | Мама на релаксі            | 33 роки  | 7                   | 10                  | 14                  | –                  | 31     |
| Валерія  | Мама-сомельє               | 34 роки  | 9                   | 4                   | 15                  | –                  | 28     |
| Анна     | Дружина футболіста         | 30 років | 16                  | 17                  | 5                   | 5                  | 43     |